# مدرسة التجارة المتوسطة
مدرسة التجارة المتوسطة، مدرسة مهنية سعودية افتتحت في وقت مديرية المعارف في مكة المكرمة، يقبل للدراسة بها حملة الشهادة الابتدائية، وكانت مدة الدراسة بها ثلاث سنوات. وأهم المواد التي كانت تدرس بها: الحساب التجاري، إدارة الأعمال التجارية، المراسلات التجارية، الاقتصاد، اللغة الإنجليزية، اللغة العربية، الترجمة، الآلة الكاتبة، العلوم الدينية. ويمنح الطالب بعد إنهاء الدراسة بها دبلوم مدارس الدراسة المتوسطة، وبذلك كانت المدرسة تعد خريجيها للعمل في الشركات والبنوك. وكان أول مدير لمدرسة التجارة المتوسطة محمد طاهر الكردي، وكان مقرها في الشامية في قاعة الشفاء، ثم انتقلت إلى جرول.